# سام دايسون
سام دايسون (بالإنجليزية: Sam Dyson)‏ هو لاعب كرة قاعدة أمريكي، ولد في 7 مايو 1988 في تامبا في الولايات المتحدة.

## وصلات خارجية
- سام دايسون على موقع دوري كرة القاعدة الرئيسي (الإنجليزية)
- سام دايسون على موقعبيزبول رفرنس.كوم (الدوري الرئيسي) (الإنجليزية)
- سام دايسون على موقعبيزبول رفرنس.كوم (الدوري الثانوي) (الإنجليزية)
- سام دايسون على موقع إي إس بي إن.كوم (أم.أل.بي) (الإنجليزية)
- سام دايسون على موقع مشجعي الرسوم البيانية (الإنجليزية)